# Les Loges-Margueron
Les Loges-Margueron é uma comuna francesa na região administrativa de Grande Leste, no departamento de Aube. Estende-se por uma área de 31,21 km². Em 2010 a comuna tinha 282 habitantes (densidade: 9 hab./km²).